# Johann Ludwig d’Arrest
Johann Ludwig d’Arrest (* 1709; † nach 1771) war ein deutscher Jurist, von 1757 bis 1771 Bürgermeister und städtischer Landrat in Kolberg.

## Leben
Sein Vater Peter d’Arrest (* 1670; † 1733) war Kriegs- und Domänenrat an der Kurmärkischen Kriegs- und Domänenkammer.
Johann Ludwig d’Arrest studierte Rechtswissenschaft an der  Brandenburgischen Universität Frankfurt. Danach arbeitete er in Stargard in Pommern zunächst als Stadtsekretär, ab 1739 als Sekretär am Schöppenstuhl zu Stargard. Nach 1740 wurde er Kriegs-, Domänen- und Baurat an der Pommerschen Kriegs- und Domänenkammer in Stettin. 1753 wurde er Justitiar der Stettiner Münze, doch fiel bereits 1754 bei einer Neuordnung der Münze seine Stelle weg.
Nachdem er sich 1754 vergeblich um die Stelle als Bürgermeister und städtischer Landrat in Stargard in Pommern bemüht hatte – König Friedrich der Große lehnte ihn als ungeeignet ab – wurde er schließlich 1757 Bürgermeister und städtischer Landrat in Kolberg. Dieses Amt übte er bis zu seiner Pensionierung („Emeritierung“) im Jahre 1771 aus.